# Lee Lai Shan
Lee Lai Shan (n. 5 septembrie 1970, Cheung Chau⁠(d), Imperiul Britanic, Republica Populară Chineză) este o sportivă ce a reprezentat Hong Kong, medaliată olimpică. A participat la 4 ediții ale Jocurilor Olimpice (1992, 1996, 2000, 2004) în care a câștigat 1 medalie de aur.